# ميخائيل درو
ميخائيل درو (بالإنجليزية: Michael Drew)‏ هو عالم الكيمياء الفيزيائية ‏ بريطاني، ولد في القرن العشرين.